# وارن إم. أندرسون
وارن إم. أندرسون هو محامي وسياسي أمريكي، ولد في 16 أكتوبر 1915 في مقاطعة تشينانغو في الولايات المتحدة، وتوفي في 1 يونيو 2007 في مقاطعة بروم في الولايات المتحدة. نشط حزبياً في الحزب الجمهوري. وقد انتخب عضو مجلس ولاية نيويورك ‏.